# أنور خليل
أنور خليل حسن عطية هو ممثل أردني.

## طفولته
احب التمثيل منذ طفولته حيث كان يجمع من أولاد الحي قيمة التذكرة لحضور فيلم بالسينما ليعود ويروي لهم الفيلم بكافه تفاصيله ومن ثم بدأ يشارك بالمسرحيات التي كانت تعرض في مخيم الحسين.
مة خمنرلي

## دراسته
وبعد ذلك ذهب إلى سوريا للدراسة حيث تخرج ليصبح مهندساً زراعياً وذهب للعمل بدبي في منتصف السبعينات ليعمل في إحدى الشركات الزراعية ولكنه عاد بعد سته شهور إلى الأردن.
تخرج من جامعة دمشق عام 1975م.

## أعماله
شارك في مسلسل زنوبيا ملكة تدمر وأبدع في دور أذينة زوج زنوبيا وبعد ذلك النجاح عمل أنور بالعديد من المسلسلات التاريخية والبدوية والاجتماعية بل هو من القلائل الذين شاركوا في مسلسلات مصرية من إنتاج أردني وبرز أنور في ادوار الشر في حين انه برز في المسرح بادوار الكوميديا. ومن مزايا الفنان أنور خليل انه يملك ثقافة فنية عالية إلى جانب الثقافة العامة.

## روابط خارجية
- أنور خليل على موقع قاعدة بيانات الأفلام العربية